# Путина (город)
Путина (исп. Putina) — город на юго-востоке Перу. Административный центр провинции Сан-Антонио-де-Путина, в регионе Пуно. Расположен на высоте 3 878 м над уровнем моря. По данным переписи 2005 года население города составляет 9 501 человек; по данным на 2010 год население составляет 10 495 человек.